# The Virginian (1929)
The Virginian is een Amerikaanse western uit 1929 onder regie van Victor Fleming. Het scenario is gebaseerd op de gelijknamige roman uit 1902 van de Amerikaanse auteur Owen Wister.

## Verhaal
Een cowboy werkt als voorman op een boerderij in Wyoming. Als de nieuwe dorpsonderwijzeres aankomt, is zowel hijzelf als zijn beste vriend geïnteresseerd in haar. Zijn vriend raakt van het goede pad af en hij sluit zich aan bij een bende veedieven. Wanneer de cowboy zijn voormalige vriend betrapt op het stelen van vee, ziet hij zich genoodzaakt om hem aan te geven en hem te laten ophangen.

## Rolverdeling
| Acteur          | Personage        |
| --------------- | ---------------- |
| Gary Cooper     | De Virginiër     |
| Walter Huston   | Trampas          |
| Mary Brian      | Molly Stark Wood |
| Richard Arlen   | Steve            |
| Helen Ware      | Mevrouw Taylor   |
| Chester Conklin | Oom Hughey       |
| Eugene Pallette | Wiggin           |
| Victor Potel    | Nebrasky         |
| E.H. Calvert    | Rechter Henry    |